# Таборов, Борис Владимирович
Борис Владимирович Таборов (5 июня 1960, Киев — 4 июня 2025) — советский и украинский шахматист, мастер спорта СССР (1975), мастер ФИДЕ (2024).

## Биография
Один из самых перспективных советских юниоров 1970-х гг. Конкурент будущего чемпиона мира Г. К. Каспарова за место в школе М. М. Ботвинника.
В 1975 году стал самым молодым обладателем звания мастера спорта СССР по шахматам.
Представлял СССР на международных юниорских соревнованиях.
Участник предварительных соревнований чемпионатов СССР.
Участник чемпионатов СССР среди молодых мастеров.
Участник чемпионатов Украинской ССР 1982 и 1984 гг.
Чемпион Киева 1980, 1990 и 2000 гг. Серебряный призёр чемпионата Киева 2004 г.
В составе сборной ДСО «Авангард» победитель командного чемпионата СССР 1978 г. и серебряный призёр командного чемпионата СССР 1980 г. со 2-м результатом на своей доске (официальное наименование турниров — Кубок СССР).
В конце 1980-х гг. в связи с занятостью по работе отошёл от активной практики, участвовал преимущественно в местных соревнованиях.
Опубликовал книгу «Основи ендшпілю» (Київ: Радянська школа, 1988).
Победитель открытого турнира «Кубок независимости» 1999 г.
Победитель мемориала Ю. Н. Сахарова 2002 г.
Умер 4 июня 2025 года.

## Основные спортивные результаты
| Год  | Город          | Соревнование                                                            | + | − | =  | Результат | Место                     |
| ---- | -------------- | ----------------------------------------------------------------------- | - | - | -- | --------- | ------------------------- |
| 1973 | Вильнюс        | Всесоюзные спортивные игры молодежи (сборная Украинской ССР, 6-я доска) |   |   |    | 7½ из 9   | 1 на доске                |
| 1976 | Схилде         | Международный юношеский турнир                                          |   |   |    |           |                           |
|      | Тбилиси        | Командный чемпионат СССР («Авангард», 6-я доска)                        | 3 | 2 | 2  | 4 из 7    |                           |
|      | Ростов-на-Дону | Отборочный турнир 44-го чемпионата СССР                                 |   |   |    |           |                           |
| 1977 | Алма-Ата       | Чемпионат СССР среди молодых мастеров                                   |   |   |    |           | [ 23 ]                    |
|      | Рига           | Чемпионат СССР среди юниоров                                            |   |   |    |           |                           |
|      | Алушта         | Мемориал Ф. И. Дуз-Хотимирского                                         |   |   |    |           |                           |
| 1978 | Сочи           | Всесоюзный отборочный турнир юниоров                                    |   |   |    | 8 из 14   | 2—3                       |
|      | Орджоникидзе   | Командный чемпионат СССР («Авангард», 6-я доска)                        | 2 | 2 | 3  | 3½ из 7   | Команда — чемпион         |
|      | Даугавпилс     | Отборочный турнир 46-го чемпионата СССР                                 |   |   |    |           | [ 26 ]                    |
| 1979 | Баку           | Чемпионат СССР среди молодых мастеров                                   |   |   |    |           |                           |
|      | Бельцы         | Отборочный турнир 47-го чемпионата СССР                                 |   |   |    |           |                           |
| 1980 | Ростов-на-Дону | Командный чемпионат СССР («Авангард», 6-я доска)                        | 3 | 0 | 4  | 5 из 7    | 2 на доске; команда — 2-я |
|      | Киев           | Чемпионат Киева                                                         |   |   |    | 10½ из 15 | 1                         |
| 1982 | Ялта           | Чемпионат Украинской ССР                                                | 3 | 4 | 8  | 7 из 15   | 10—11                     |
| 1983 | Николаев       | Отборочный турнир 51-го чемпионата СССР                                 | 1 | 4 | 12 | 7 из 17   | 15—16                     |
| 1984 | Киев           | Чемпионат Украинской ССР                                                | 2 | 4 | 9  | 6½ из 15  | 10—12                     |
| 1985 | Кострома       | Отборочный турнир 53-го чемпионата СССР                                 | 2 | 2 | 13 | 8½ из 17  | 8—10                      |
| 1990 | Киев           | Чемпионат Киева                                                         |   |   |    |           | 1                         |
| 1995 | Сексард        | Опен-турнир                                                             | 6 | 3 | 0  | 6 из 9    | 4—5                       |
| 1997 | Воронеж        | Мемориал В. П. Загоровского                                             |   |   |    |           |                           |
| 1998 | Киев           | Чемпионат Киева                                                         | 6 | 3 | 2  | 7 из 11   | 7—10                      |
| 1999 | Киев           | «Кубок независимости»                                                   | 5 | 0 | 6  | 8 из 11   | 1—2                       |
| 2000 | Киев           | Чемпионат Киева                                                         | 7 | 0 | 4  | 9 из 11   | 1—2                       |
| 2001 | Киев           | «Кубок независимости»                                                   | 5 | 1 | 5  | 7½ из 11  | 3—6                       |
| 2002 | Киев           | Мемориал Ю. Н. Сахарова                                                 | 5 | 0 | 6  | 8 из 11   | 1—2                       |
|      | Киев           | «Кубок независимости»                                                   | 4 | 2 | 5  | 6½ из 11  |                           |
|      | Киев           | Мемориал Степичева                                                      | 5 | 0 | 4  | 7 из 9    | 2—4                       |
| 2003 | Киев           | Чемпионат Киева                                                         | 5 | 2 | 4  | 7 из 11   | 6—12                      |
|      | Киев           | «Кубок независимости»                                                   | 5 | 2 | 4  | 7 из 11   |                           |
| 2004 | Киев           | Чемпионат Киева                                                         | 6 | 1 | 4  | 8 из 11   | 2—3                       |
|      | Киев           | «Кубок независимости»                                                   | 5 | 1 | 5  | 7½ из 11  | 2—8                       |
| 2006 | Киев           | «Кубок независимости»                                                   | 3 | 3 | 5  | 5½ из 11  | [ 47 ] [ 48 ]             |